# Hans Naumilkat

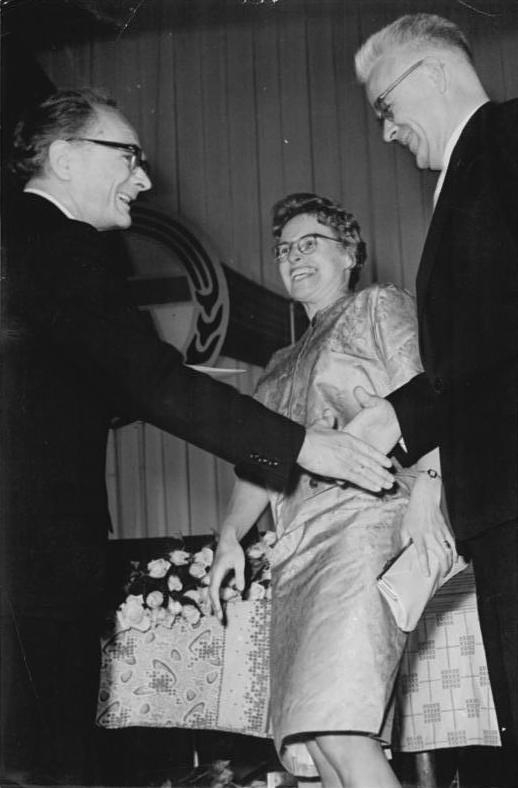
Hans (rechts) und Ilse Naumilkat erhalten den Preis für künstlerisches Volksschaffen 1961

Hans Christoph Karl Friedrich Naumilkat (* 9. Dezember 1919 in Schönebeck (Elbe); † 13. Februar 1994 in Berlin) war ein deutscher Komponist und Musikerzieher.

## Leben
Naumilkat machte 1938 sein Abitur in Schönebeck und studierte anschließend in Braunschweig, Berlin und Halle Musik und Musikerziehung.
Nach dem Zweiten Weltkrieg leitete Naumilkat die Abteilung Volksmusik, das Ressort Musik im Kinderfunk sowie die 1950 gegründeten Kinderchöre des Berliner Rundfunks. Er arbeitete zwischenzeitlich als freischaffender Komponist und ab 1957 als Musiklehrer.
1966 wurde er zum Professor ernannt und leitete von 1968 bis 1974 das Ensemble Etkar André an der EOS „Georg Friedrich Händel“ in Berlin. Ab 1974 war er Chorleiter und Musikerzieher an der Pädagogischen Hochschule Erfurt/Mühlhausen.
Hans Naumilkat komponierte hauptsächlich Vokalwerke für seine Chöre, für die Schulpraxis und die DDR-Pionierorganisation; den Text vieler seiner Lieder schrieb seine Frau Ilse, die ebenfalls als Chorleiterin arbeitete. Durch Aufnahme in Schulbücher, Rundfunksendungen, Fernsehproduktionen mit den von ihm geleiteten Chören und Live-Auftritte bis hin zum Staatsakt erreichten seine Lieder eine weite Verbreitung.

## Familie
Mit seiner Frau Ilse (1917–1999) hatte er drei Kinder: Irmke (verh. Rückert), Thilo und Jens (* 1953). 
Sein Sohn Jens Naumilkat ist Cellist, Musiklehrer, Komponist und Arrangeur, der u. a. lange Jahre mit Mikis Theodorakis und Maria Farantouri zusammenarbeitete, ebenso mit Barbara Thalheim.

## Werke (Auswahl)
- Kantaten
  - Die Brücke
  - Deutschland, du liebe Heimat
  - Vom Trümmerstein zum Bauprogramm, 1952
  - Wir wollen aufrecht gehen durch dieses Leben, 1958
  - Über unserer Heimat scheint die Sonne, 1959
  - Jeder neue Morgen bringt uns ein neues Glück, 1966
  - Junge Saat unterm Bohrturm, 1978
- Weihnachtslied
  - Vorfreude, schönste Freude (Text: Erika Engel-Wojahn)
- Kinder- und Pionierlieder
  - Fröhlich sein und singen
  - Unsere Heimat
  - Wir haben Ferien und gute Laune
  - Soldaten sind vorbeimarschiert
  - Das Fernsehturmlied
  - Bummi-Lied (Kam ein kleiner Teddybär)